# Norrlands nations salongsorkester
Norrlands nations salongsorkester är en orkester vid Norrlands nation i Uppsala. Det är den enda nationsorkestern i Uppsala som spelar symfonisk musik.
Orkesterns standardrepertoar är wienervalser av Johann Strauss den äldre och hans söner Johann Strauss den yngre, Eduard Strauss och Josef Strauss. Dessa spelas regelbundet på studentnationernas baler. Utöver detta driver orkestern varje termin egna konsertprojekt. Norrlands nations salongsorkester har för närvarande omkring 50 medlemmar.  

## Historik
Salongsorkestern grundades 1986 av dess förste dirigent, Greger Andersson.
Kurt Lewin (1918–2008), känd från bland annat Kyndelkvartetten, dirigerade orkestern åren 1989–2006. Under Lewins ledning breddades orkesterrepertoaren till att utöver valserna omfatta kammarmusik och symfonisk musik. Åren 2007–2010 var fagottisten och kammarmusikern Eva-Lena Holmstedt dirigent. 2010–2018 dirigerades orkestern av Pär Peterson, stråkpedagog från Uppsala. Till och med våren 2019 var klarinettisten och musikproducenten Max Låke dirigent. Hösten 2019 delades dirigentuppdraget av Tobias Hall, musiklärare i Uppsala, och Duk-Kyung Chang, frilansande professionell dirigent med mångårig internationell erfarenhet. 2020–2021 dirigerades orkestern av Gustav Aske Sønksen, student vid Kungliga Musikhögskolan i Stockholm.
För närvarande (2022) leds orkestern av dirigent Jakob Aspenström, student vid Kungliga Musikhögskolan i Stockholm.

### Fotnoter
1. ↑  Lindh, Sune (1989). ”Norrlands nations föreningar: gemensamma källor och bakgrund”. Norlandica VIII: festskrift till nationshusets 100-årsjubileum den 11 oktober 1989:  sid. 147-166. Libris 8849916
2. ↑  Sveriges dödbok 1901–2009, DVD‐ROM, Version 5.00, Sveriges Släktforskarförbund (2010): Kurt Lewin
3. ↑  ”Salongsorkestern | Norrlands nations Salongsorkester”. Salongsorkestern. https://salongsorkestern.org/. Läst 28 maj 2021.